# Сок-Сентр (Міннесота)
Сок-Сентр (англ. Sauk Centre) — місто (англ. city) в США, в окрузі Стернс штату Міннесота. Населення — 4555 осіб (2020).

## Географія
Сок-Сентр розташований за координатами 45°44′16″ пн. ш. 94°57′10″ зх. д. / 45.73778° пн. ш. 94.95278° зх. д. (45.737748, -94.952759).  За даними Бюро перепису населення США в 2010 році місто мало площу 11,00 км², з яких 10,33 км² — суходіл та 0,67 км² — водойми.

## Демографія
Згідно з переписом 2010 року, у місті мешкало 4317 осіб у 1851 домогосподарстві у складі 1174 родин. Густота населення становила 392 особи/км².  Було 1994 помешкання (181/км²).
Расовий склад населення:
| - 95,6 % — білих - 0,8 % — чорних або афроамериканців - 0,3 % — азіатів - 0,1 % — корінних американців - 2,2 % — осіб інших рас |

До двох чи більше рас належало 0,9 %. Частка іспаномовних становила 4,4 % від усіх жителів.
За віковим діапазоном населення розподілялося таким чином: 22,9 % — особи молодші 18 років, 55,5 % — особи у віці 18—64 років, 21,6 % — особи у віці 65 років та старші. Медіана віку мешканця становила 41,4 року. На 100 осіб жіночої статі у місті припадало 90,0 чоловіків;  на 100 жінок у віці від 18 років та старших — 85,8 чоловіків також старших 18 років.
Середній дохід на одне домашнє господарство  становив 55 131 долар США (медіана — 50 476), а середній дохід на одну сім'ю — 68 808 доларів (медіана — 60 242). Медіана доходів становила 41 813 долари для чоловіків та 36 667 доларів для жінок. За межею бідності перебувало 12,5 % осіб, у тому числі 14,2 % дітей у віці до 18 років та 12,0 % осіб у віці 65 років та старших.
Цивільне працевлаштоване населення становило 2095 осіб. Основні галузі зайнятості: роздрібна торгівля — 20,2 %, освіта, охорона здоров'я та соціальна допомога — 19,6 %, виробництво — 16,6 %.

## Персоналії
- Сінклер Льюїс (1885-1951) — відомий американський письменник.